# Clinton, Dutchess County, New York
Clinton är en kommun (town) i Dutchess County i delstaten New York, USA.